# Aasdach

Aasdach

Ein Aasdach (norwegisch Aaser, Åser; von Ås, deutsch Pfette) ist eine Dachkonstruktion bei der Anstelle von Sparren viele Pfetten sehr eng aneinander liegen und die Dachhaut direkt tragen. Diese Konstruktion findet sich vorrangig beim skandinavischen Blockhausbau.
Die Pfetten könnten hier auch als Sparrenpfetten bezeichnet werden, da sie die Funktion der Sparren mit übernehmen.